# San José del Palmar
San José del Palmar é um município da Colômbia, localizado no departamento de Chocó.